# Chiesa di San Benedetto (Cremona)
La ex chiesa di San Benedetto è un importante monumento storico-artistico della città di Cremona, già monastero femminile delle monache benedettine (1089-1784), e Collegio delle nobili Canonichesse di San Carlo (1786-1798), nonché ex caserma militare Pagliari. Al suo interno accoglie l'imponente affresco di Angelo Massarotti, la Gloria di San Benedetto. Con gli attigui ex monasteri di Santa Chiara e del Corpus Domini costituisce a Cremona il cosiddetto Parco dei Monasteri.

## Storia del monastero e della chiesa di San Benedetto

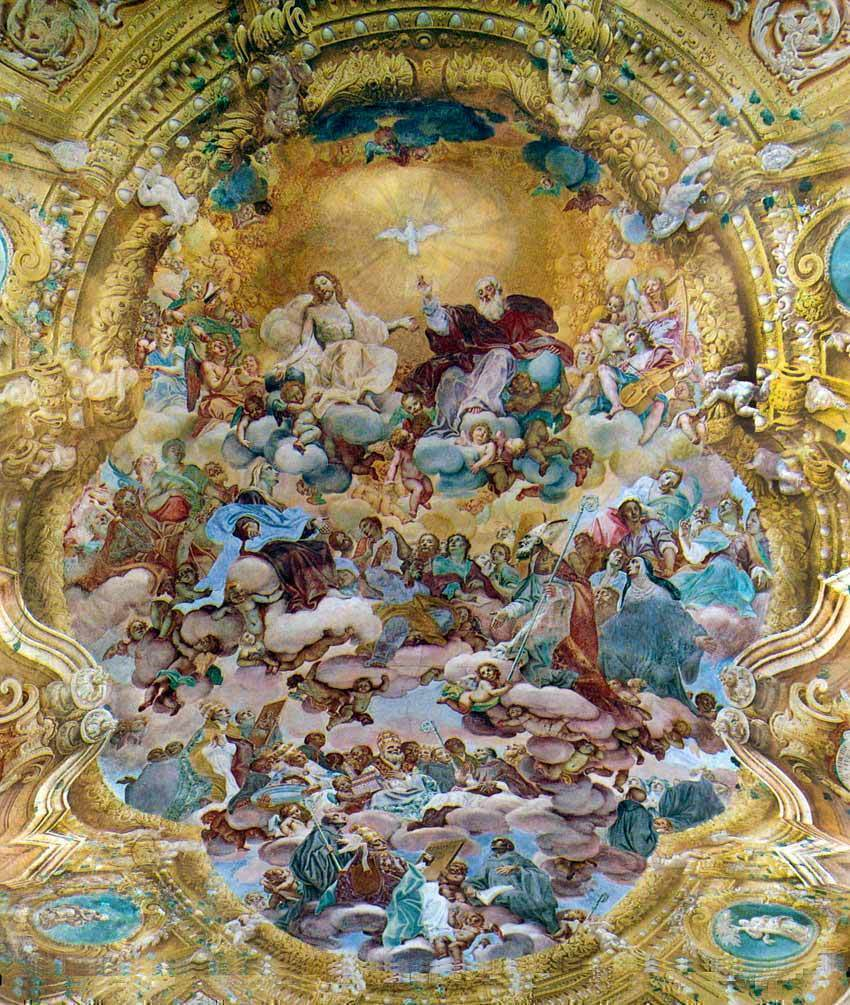
Angelo Innocente Massarotti - Gloria di San Benedetto

La ex chiesa di San Benedetto è stata un importante luogo di culto cattolico di Cremona, già sede del Monastero femminile di San Benedetto, e del Collegio delle Canonichesse di San Carlo (1786-1798). Le prime notizie sulla chiesa e l'attiguo monastero risalgono al 1 ottobre 1089 quando l'abate Daminano, dell'abbazia di Nonantola (Modena), accogliendo la richiesta di Maria Decinone, fu Tedaldo, e delle sue figlie Berta, Rolanda, Palma, Bonilla e Berlenda e di altre monache benedettine, concede una pezza di terra di sei pertiche e sei tavole "prope civitatem Cremone in loco Paralassi" allo scopo di edificarvi un cenobio dedicato ai Santi Silvestro e Benedetto.
Nelle clausole del contratto si stabiliva che le monache dovevano versare all'abbazia madre una libra annua di cera, inoltre, senza il consenso dell'abbazia madre (Nonantola) non potevano nominare l'abbadessa.
Esistono altre due versioni della fondazione, una ascrivibile al 1037, sotto l'episcopato di Uberto, il quale assegnò la pezza di terra ad un gruppo di benedettini. Questi vi rimasero sino al 1069, come afferma il Merula, accogliendo una tradizione locale non supportata da documentazione scritta (come ebbe modo di rilevare il vescovo Cesare Speciano nel 1601). La seconda tradizione vede la chiesa di San Benedetto far parte delle sette chiese cittadine fondate nel 1064 dai coniugi Ardingo e Edina.
Un documento del 9 settembre 1100, che sottomette all'abbazia di Nonantola tre monache e due religiosi inviati dalla comunità di San Benedetto, testimonia la presenza contemporanea di uomini e donne nel cenobio, non insolita per i tempi.
Nel 1122 e 1128 l'abate di Nonantola Giovanni concede al monastero alcune terre confinanti, privilegio confermato dal papa Innocenzo II nel 1133. Nel 1153 il vescovo Oberto pone fine alla convivenza tra monaci e monache, concedendo all'abbadessa Giuliana l'intero monastero e la chiesa al canone annuo di una libbra di cera e due once di incenso. Nel 1159, a causa del conflitto fra l'antipapa Vittore IV e l'abazia di Nonantola, la giurisdizione esclusiva del monastero passò al Vescovo di Cremona, Oberto. Dopo la caduta del successore di Oberto, il vescovo scismatico Presbitero da Medolago, cacciato dai cremonesi, si aprì il conflitto tra il vescovato e l'abbazia di Nonantola per il possesso di San Benedetto. Nonostante l'opposizione del vescovo Offredo, Nonantola nel 1170 riottenne il controllo di San Benedetto, e il diritto del consenso dell'elezione dell'abbadessa e dell'accettazione delle monache mentre rimaneva prerogativa del vescovo la benedizione e la vestizione. I conflitti non finirono, infatti il 10 luglio 1211 entravano in San Benedetto tre canonici regolari di Sant'Agostino, sottoposti all'abate di Nonantola. Nel 1258 l'abate di Nonantola decise di ridurre a beneficio monastero e chiesa concedendoli all'arciprete Zanebone della chiesa di San Silvestro in Albereto (diocesi di Modena).
Il 2 ottobre 1260 San Benedetto ritornò ad essere un monastero femminile accogliendo le monache benedettine di Santa Maria di Fontanelle (diocesi di Parma), che ne avevano fatto richiesta all'abate di Nonantola, Bonaccorso.
Quando avvenne la decadenza di Nonantola, la cura del monastero passò dapprima agli agostiniani, successivamente ai Canonici Lateranensi della chiesa cittadina di San Pietro al Po ed infine della Congregazione Cassinese di Santa Giustina da Padova. La travagliata vicenda del controllo giurisdizionale si conclude nel 1591 quando il papa Gregorio XVI pone San Benedetto sotto il controllo del vescovo di Cremona.
Nel corso del Cinquecento si registrano vari episodi di vita mondana, disordini ed intrighi che interessano San Benedetto ed altri monasteri femminili fra i quali ricordiamo il vicino monastero delle clarisse di Santa Chiara. San Benedetto gode in questi secoli di una florida rendita fondiaria basata sul possesso di 2562 pertiche cremonesi di terra, nonché di importante affluenza di religiose. Al tempo della visita del vescovo Speciano nel 1601 in San Benedetto vi sono 51 professe, 16 converse e 2 novizie. Il numero delle monache si mantiene costante per tutto il Seicento, avendo comunque una flessione nel XVIII secolo, quando si contano nel 1723 nel monastero 33 professe, 14 converse e 3 novizie. Nel 1784 anno della soppressione erano presenti in San Benedetto ancora 33 professe e 16 converse.
La storia religiosa del monastero ha termine con l'ingiunzione del 9 marzo 1784, quando alle monache arriva il dispaccio reale, che stabilisce lo scioglimento entro un mese del cenobio. L'atto di soppressione viene rogato il 13 marzo 1784 dal notaio cremonese Carlo Antonio Saviola, nel quale sono minuziosamente descritte le rendite del monastero, le pensioni da assegnare alle religiose e la singole decisioni prese dalle monache: 41 di esse scelsero di ritornare dai famigliari e altre otto confluivano in altri monasteri cittadini. Il data 14 aprile 1784, il governo stabiliva di profanare le chiese degli attigui monasteri di Santa Chiara e Corpus Domini, anch'essi nel frattempo soppressi ma non la chiesa di San Benedetto.

## Collegio delle Canonichesse di S. Carlo
Era infatti maturata in Giuseppe II d'Asburgo-Lorena, Imperatore del Sacro Romano Impero,  l'idea di trasformare l'ex monastero di San Benedetto in Collegio delle Canonichesse di San Carlo, il primo in uno stato italiano. Esistevano all'epoca nei domini tedeschi degli Asburgo due collegi, uno a Praga fondato nel 1763 ed uno a Vienna posteriore di dieci anni. L'istituzione, audace esempio di convivenza tra una comunità secolare ed una religiosa, accoglieva giovani nobili indigenti, che per mancanza di una dote adeguata non potevano aspirare ad un matrimonio appropriato al rango. Esse, erano dotate di una congrua pensione dallo stato, che esentava le famiglie originarie dal mantenimento economico della fanciulla, e venivano educate in pratiche religiose di pietà ai quali si affiancavano i trattenimenti mondani. Nel collegio venivano impartite lezioni di musica, ballo, lingue straniere, essendo il fine ultimo dell'istituzione l'inserimento delle fanciulle nel mondo tramite il matrimonio. Rimaneva del resto la possibilità, ove voluto, di abbracciare la vita religiosa da monache. Il provvedimento era ispirato da un duplice scopo: soccorrere la decadenza economica del patriziato lombardo e moralizzare i costumi sociali della classe futura dirigente nonché della vita interna delle comunità religiose.
In data 5 dicembre 1783, Giuseppe II inviò un dettagliato programma all'arciduca Ferdinando d'Asburgo Este, Governatore di Milano, di cercare in una città della provincia lombarda, con aria salubre e con un vivere a buon mercato, un edificio da destinare a Collegio delle Canonichesse di San Carlo. Fu scelto così l'ex monastero di San Benedetto in Cremona. Compilato un piano dettagliato delle opere, dal carteggio tra il ministro Wilzeck e i rappresentanti della Giunta Economale monsignor Daverio e don Gaetano Vismara, emerge la partecipazione al progetto dell'architetto regio Giuseppe Piermarini, dell'architetto cremonese Faustino Rodi, che condusse in concreto i lavori edili, e del nobile cremonese Giovanbattista Biffi, nominato delegato e soprintendente delegato a vigilare l'erezione del predetto collegio.
L'accesso al collegio era garantito a dodici giovani nobili che avessero compiuto 16 anni, dirette da due anziane, cui sarebbe stata assegnata la dote annua di lire 3000, accresciuta di lire 500 per le direttrici. Un decreto governativo del 27 aprile 1787, ordinava il deposito di 4 milioni di lire sul Monte di Santa Teresa di Milano per il mantenimento del collegio.
La cerimonia d'inaugurazione fu tenuta in data 3 agosto 1786, nella chiesa di Sant'Ilario, limitrofa al collegio, alla presenza delle autorità della nobiltà cremonese. Le canonichesse vestivano con misurata eleganza e trascorrevano il tempo tra le pratiche religiose, conversazioni, lezioni di lingua e musica, spettacoli teatrali cui assistevano dal palco loro riservato al teatro Concordia (ora Ponchielli di Cremona), e nelle feste nobiliari alle quali potevano partecipare nei modi previsti dal regolamento, recandosi con le loro carrozze di proprietà del collegio.
Morto Giuseppe II e salito al trono il fratello minore Leopoldo II d'Asburgo-Lorena, il collegio mantenne le sue prerogative economiche e sociali. Con la caduta di Cremona in mani francesi, il collegio nobiliare fu giudicato inutile per i nuovi valori portati dalla rivoluzione francese, nonché un grave peso per le casse del Tesoro Nazionale. Con la risoluzione della Repubblica Cisalpina, del 17 germinale dell'anno VII, ovvero il 6 aprile 1798, fu abolito e destinato ad uso civile. Alle ex-canonichesse sopravvissute fu concessa una pensione dal governo.

## Caserma militare
Dopo la chiusura del collegio si aprì immediatamente la questione dell'utilizzo del complesso di San Benedetto. Il Ministro degli Interni propose al Ministro della Guerra nel febbraio del 1799 di preservare il complesso dell'uso per destinarlo a stabilimento di pubblica utilità. La richiesta fu accolta immediatamente, nonostante la difficoltà di reperire spazi per l'alloggiamento delle truppe. Il mese successivo invece si decise di accogliere le monache di Santa Marta, che avevano lasciato il loro monastero sito in Cremona, via Platina, per lasciarlo all'uso militare. Solo il rustico di San Benedetto fu ceduto all'uso della vicina caserma di Santa Chiara, al 9 piovoso dell'anno VII (1799), risulta occupato da circa 400 militari, e da 120 cavalli nei sotterranei.
La sala capitolare, già sala di conversazione, ornata di fini pitture, nel 1802 fu destinata a sede del Collegio di Censura, alto tribunale i cui membri dovevano garantire l'elezione dei pubblici ufficiali e l'istruzione dei processi nonché l'osservanza della legalità costituzionale.
Dieci anni dopo il complesso concesso in uso all'amministrazione comunale, risulta occupato da magazzini di abbigliamento delle guarnigioni; vista la discreta capacità di accoglienza si era deciso di trasferirvi 400 truppe di fanteria nel 1814. Questo atto non fu concretizzato per la caduta di Napoleone Bonaparte, e il ritorno a Cremona degli austriaci. L'edificio fu tosto destinato ai militari quale caserma, funzione che mantenne anche sotto il Regno d'Italia. Nel 1875 ospitava la sede del distretto militare, con il compito della raccolta ed assegnazione delle reclute. Il distretto era composto da due compagnie permanenti, con 70 uomini e 15 ufficiali.
Nel 1879 fu intrapresa dal Genio Militare la costruzione della Cavallerizza di prim'ordine, tuttora esistente, ma in stato di abbandono. Nel 1907 fu denominata Caserma Pagliari, mentre l'attiguo monastero di Santa Chiara prendeva il nome di Caserma San Martino.

## Dp Camp Cremona - Ita 82 I.R.O.- Campo Profughi Ebrei (1945-1948)
Dopo il termine della seconda guerra mondiale, la caserma Pagliari, ex monastero di San Benedetto, fu requisita dagli alleati che la destinarono a campo profughi per gli ebrei apolidi provenienti dell'est Europa. Dal 1945 al 31 agosto 1948, nelle tre caserme Pagliari, San Martino (ex monastero delle clarisse di Santa Chiara) e Sagramoso (ex monastero delle francescane del Corpus Domini), transitarono alcune migliaia di profughi ebrei. Nella caserma di Pagliari, erano stati ubicati fra l'altro lo Sport Club Ebraico e le scuole. Tuttora nel complesso  persistono scritte ebraiche che rimandano all'antico uso di campo profughi.

## Sfollati italiani del Casermone
Con la partenza dei profughi ebrei la Caserma Pagliari fu destinata all'accoglienza degli sfollati italiani, allora alloggiati in pessime condizioni ambientali nel Casermone, ovvero, Caserma Col di Lana in Cremona. il 5 aprile 1949 fu stabilità la convenzione tra l'autorità militare e il comune di Cremona per il trasferimento degli sfollati, dapprima nelle Caserme Pagliari e San Martino, cui si aggiunse nel 1952 la caserma Sagramoso. Nel frattempo prolungandosi molto la sosta degli sfollati per vari anni, il comune di Cremona ottenne nel 1964 l'affitto della Cavallerizza che voleva adibire a palestra per le scuole medie cittadine. Verificata l'inopportunità di trasformare la Cavallerizza in palestra, fu adibita a deposito tranviario e dal 1969 ad autofficina meccanica.

## Abbandono
Dopo gli usi degli anni 60-70 la Caserma Pagliari, ex convento di San Benedetto, subì un progressivo abbandono delle strutture, tranne che per la chiesa interna di San Benedetto, adibita a palestra judo, e alcuni vani adiacenti. Nel corso degli ultimi trenta anni vi sono stati vari progetti di riuso del complesso, e dei monasteri adiacenti di Santa Chiara e del Corpus Domini, costituenti il cosiddetto Parco dei Monasteri. Attualmente l'edificio abbandonato del monastero di San Benedetto, proprietà della Fondazione Stauffer, ospita il gattile cittadino, mentre la chiesa interna di proprietà del Genio Civile, rimane inutilizzata e chiusa al pubblico.